# Sergio Zarco Díaz
Sergio Zarco Díaz (Madrid, España, 29 de agosto de 1975), más conocido como Sergio Zarco, es un entrenador de fútbol español.

## Trayectoria
Comenzó su trayectoria en los banquillos, AD. Daval, Parcelas 24 y 24 A, ADU. Carrascal y Parque Verde todos de la localidad de Leganés (Madrid) y en la temporada 2001-02 se convierte en entrenador del Club de Fútbol Trival Valderas Alcorcón en la Primera Regional, finalizando en sexta posición de la clasificación.
En julio de 2002, firma por el club de nueva creación del Club de Fútbol Internacional de Madrid, al que comenzaría dirigiendo en Tercera Regional de Madrid. Con el club de Villaviciosa de Odón logró el ascenso a Segunda Regional en primera temporada, a Primera Regional en su segunda temporada y a Territorial Preferente en su tercera temporada, finalizando su compromiso con el club en mayo de 2005.
En la temporada 2005-06, firma como entrenador del Club Deportivo Illescas "B" en la Primera Regional, con el que lograría el ascenso a Territorial Preferente. En la misma temporada, dirigiría al primer equipo durante 15 partidos en la Tercera División de España (Grupo XVIII) y consiguiendo la salvación de la categoría. En la temporada 2006-07, continuaría como entrenador del segundo equipo en Territorial Preferente.
En la temporada 2007-08, firma por el Club Deportivo Sagreño de la Primera Regional, finalizando en quinta posición de la clasificación.
En febrero de 2009, firma como entrenador de la Agrupación Deportiva Parla "B" de la Primera Regional.
En julio de 2009, firma por el Club Deportivo Chozas de Canales de la Territorial Preferente, con el que lograría el ascenso a la Tercera División de España. En la temporada 2010-11, dirigiría al conjunto de la Tercera División de España (Grupo XVIII) hasta noviembre de 2010.
En enero de 2011, firma como entrenador del Club Atlético de Pinto "B" de la Primera Regional, con el que lograría el ascenso a la Preferente Madrid. Comenzaría la temporada 2011-12, hasta que en octubre de 2012 se marcha a China para ser entrenador de fútbol en la Academia Guangzhou Evergrande - Soxna Real Madrid.
Sergio trabajaría durante 7 años en la academia Soxna, hasta que en enero de 2020, firma como entrenador del Kunshan FC de la Primera Liga China. 
En 2022, tras quedar campeón de la Primera Liga China, lograría el ascenso con el Kunshan FC a la Superliga de China.
El 6 de marzo de 2023, firma como entrenador del Henan Songshan Longmen de la Superliga de China, al que dirige hasta enero de 2024.

## Trayectoria como entrenador
| Club                                              | País   | Año       |
| ------------------------------------------------- | ------ | --------- |
| Club de Fútbol Trival Valderas Alcorcón           | España | 2001-2002 |
| Club de Fútbol Internacional de Madrid            | España | 2002-2005 |
| Club Deportivo Illescas "B"                       | España | 2005-2007 |
| Club Deportivo Illescas                           | España | 2006      |
| Club Deportivo Sagreño                            | España | 2007-2008 |
| Agrupación Deportiva Parla "B"                    | España | 2009      |
| Club Deportivo Chozas de Canales                  | España | 2009-2011 |
| Club Atlético de Pinto "B"                        | España | 2011-2012 |
| Academia Guangzhou Evergrande - Soxna Real Madrid | China  | 2012-2020 |
| Kunshan FC                                        | China  | 2020-2023 |
| Henan Songshan Longmen                            | China  | 2023      |